# Have I Been Pwned?
Have I Been Pwned? (zapis stylizowany ';--have i been pwned?) – strona internetowa pozwalająca sprawdzić, czy dane użytkownika zostały naruszone przy okazji wycieku danych.
Witryna gromadzi i analizuje dane, które zostały udostępnione w wyniku wycieku danych i pozwala użytkownikowi na wyszukanie informacji o wycieku jego własnych danych po wprowadzeniu przez użytkownika adresu e-mail lub numeru telefonu. Użytkownik może również zostać powiadomiony, jeżeli jego adres e-mail pojawi się w przyszłych wyciekach. Witryna była szeroko reklamowana jako cenne źródło informacji dla osób chroniących swoje bezpieczeństwo i prywatność. Twórcą strony jest ekspert w dziedzinie bezpieczeństwa, Troy Hunt.